# Babylon 5/Staffel 1
Die erste Staffel der US-amerikanischen Fernsehserie Babylon 5 umfasst 22 Episoden. Der Titel der Staffel lautet im Original „Signs and Portants“ und in der deutschsprachigen Version „Zeichen und Wunder“.

## Handlung
| Nr. (ges.) | Nr. (St.) | Deutscher Titel                | Originaltitel                      | Erstausstrahlung USA | Deutschsprachige Erstausstrahlung (D) | Regie                  | Drehbuch               | Produktions- nummer |
| --- | --------- | ------------------------------ | ---------------------------------- | -------------------- | ------------------------------------- | ---------------------- | ---------------------- | ------------------- |
| 1 | 1         | Ragesh 3                       | Midnight on the Firing Line        | 26. Jan. 1994        | 6. Aug. 1995                          | Richard Compton        | J. Michael Straczynski | 103                 |
| Die landwirtschaftliche Kolonie Ragesh 3 vom Volk der Centauri wird von mehreren Raumschiffen angegriffen. Aufzeichnungen einer Überwachungskamera zeigen, dass es sich um Kampfflieger der Narn handelt. Die Regierung der Centauri hält die Kolonie für zu abgelegen und unbedeutend, um einen Militärschlag zu riskieren. Die Feindschaft zwischen den Botschaftern Londo Mollari der Centauri und G'Kar von den Narn eskaliert jedoch und Londo kann gerade noch von einem Mordanschlag auf G'Kar abgehalten werden. G'Kar streitet eine Beteiligung der Narn zunächst ab. Indes hat Commander Sinclair bei einem Kampfeinsatz gegen Raiders (Weltraumpiraten) auf deren Feuerleitzentrale einen Offizier der Narn entdeckt und Funksprüche abgefangen, die belegen, dass die Narn tatsächlich hinter dem Angriff auf Ragesh 3 stecken. Commander Sinclair droht G'Kar, die Beweise zu veröffentlichen, sollten sich die Narn nicht von der Kolonie zurückziehen. |           |                                |                                    |                      |                                       |                        |                        |                     |
| 2 | 2         | Der Seelenjäger                | Soul Hunter                        | 2. Feb. 1994         | 13. Aug. 1995                         | Jim Johnston           | J. Michael Straczynski | 102                 |
| Ein beschädigtes Raumschiff unbekannter Bauart trudelt auf die Station zu. Der bewusstlose Pilot wird auf die Krankenstation (Medlab) gebracht. Die Minbari-Botschafterin Delenn erkennt ihn als „Seelenjäger“, ein Wesen, das vom Tod angezogen wird und die Seelen Verstorbener sammelt. Sie rät Sinclair, den Seelenjäger sofort zu töten. Dieser erwacht schließlich und behauptet, dass sein Volk die Seelen lediglich rette und unsterblich mache, da sie sonst mit dem Tod enden würden. Er erzählt, wie die Seelenjäger einst versuchten die Seele des Minbari-Anführers Dukhat zu „retten“, die Minbari dies aber verhinderten. Er erkennt, dass Delenn eine dieser Minbari ist. Der Seelenjäger flieht aus dem Medlab, entführt Delenn und will ihr die Seele entreißen. Da Delenn Mitglied des Grauen Rates (der oberste Rat der Minbari) ist, glaubt er, durch das Konservieren ihrer Seele sein Versagen bei Dukhat wiedergutzumachen. Unterdessen trifft ein weiteres Raumschiff mit einem Seelenjäger auf Babylon 5 ein. Er erklärt, dass sein Bruder wahnsinnig geworden sei und nun nicht länger auf den Tod warte, sondern ihn selbst herbeiführe. Im letzten Moment kann Delenn befreit werden, wobei ihr Entführer getötet wird. Delenn nimmt seine gesammelten Seelen an sich und befreit sie. |           |                                |                                    |                      |                                       |                        |                        |                     |
| 3 | 3         | Die Purpurdaten                | Born to the Purple                 | 9. Feb. 1994         | 20. Aug. 1995                         | Bruce Seth Green       | Larry DiTillio         | 104                 |
| Londo Mollari verliebt sich in die Centauri-Tänzerin Adira Tyree, ahnt jedoch nichts davon, dass sie eine Sklavin ist. Ihr Besitzer Trakis hat die Absicht sie dazu benutzen, Londos „Purpurdaten“ – eine Sammlung mit kompromittierendem Material von mächtigen Häusern der Centauri – zu stehlen und damit die Centauri zu erpressen. Adira betäubt Londo, entlockt ihm das Passwort für seinen Computer und speichert die Purpurdaten auf einen Datenkristall. Als Trakis die Daten an sich nehmen will, flieht Adira. Londo beginnt mit der Suche nach ihr, doch Trakis findet sie zuerst und nimmt den Kristall. Mithilfe von Sinclair und der Telepathin Talia Winters kann Londo jedoch den Aufenthaltsort von Adira ermitteln. Trakis wird überwältigt und Adira ist frei. Londo bittet Adira zu bleiben, doch sie kehrt zunächst in ihre Heimatwelt zurück, um das Geschehene zu verarbeiten. In der Zwischenzeit ist Sicherheitschef Garibaldi auf der Spur eines Hackers, der unerlaubt die Kommunikationswege der Führungsebene für private Kommunikation nutzt. Als er herausfindet, dass es sich um Commander Ivanova handelt, die mit ihrem sterbenden Vater spricht, verfolgt er die Angelegenheit nicht weiter. |           |                                |                                    |                      |                                       |                        |                        |                     |
| 4 | 4         | Ein unheimlicher Fund          | Infection                          | 16. Feb. 1994        | 27. Aug. 1995                         | Richard Compton        | J. Michael Straczynski | 101                 |
| Der Wissenschaftler Vance Hendricks und sein Assistent Nelson Drake schmuggeln außerirdische Artefakte vom Planeten Ikarra 7 auf Babylon 5, wobei Drake einen Stationsmitarbeiter unbemerkt tötet. Hendricks ist ehemaliger Professor und Freund des leitenden Arztes von Babylon 5, Dr. Stephen Franklin, und beginnt zusammen mit ihm, die Artefakte zu erforschen. Sie finden heraus, dass es sich um hoch entwickelte organische Technik handelt. Währenddessen übernimmt eines der Artefakte die Kontrolle über Drake, woraufhin sich dieser in eine immer stärker werdende Kampfmaschine verwandelt, die auf der Station Amok läuft. Franklin findet inzwischen die Hintergründe heraus: Die Ikarraner erschufen einst eine Waffe, die alle töten sollte, die keine hundertprozentig reinen Ikarraner waren. Da jedoch kein Ikkaraner dieses Kriterium erfüllen kann, wurde das ganze Volk vernichtet. Sinclair nutzt dieses Wissen, um der Kampfmaschine ins Gewissen zu reden. Diese vernichtet sich daraufhin selbst. Die verbleibenden Artefakte werden von der Abteilung für Biowaffen von der Erde beschlagnahmt. |           |                                |                                    |                      |                                       |                        |                        |                     |
| 5 | 5         | Angriff auf G'Kar              | The Parliament of Dreams           | 23. Feb. 1994        | 3. Sep. 1995                          | Jim Johnston           | J. Michael Straczynski | 108                 |
| Während auf Babylon 5 ein Festival veranstaltet wird, auf dem verschiedene außerirdische Kulturen ihre Bräuche vorführen können, erhält G'Kar von einem Kurier die Nachricht von einem alten Rivalen. Er teilt G'Kar mit, dass er seinen eigenen Tod erwartet, vorher jedoch einen Auftragsmörder auf G'Kar angesetzt hat. Als sich kurz darauf die Narn Na'Toth als seine neue Assistentin bei ihm vorstellt, glaubt er, sie sei die Attentäterin. Sie kann ihn jedoch beruhigen, da es bei den Auftragsmördern der Narn üblich ist, dem Opfer vor dem Mord als Warnung eine schwarze Blume zukommen zu lassen. Als er später tatsächlich eine solche Blume erhält, nimmt er sich einen Leibwächter, der allerdings schon bald getötet wird. Schließlich wird G'Kar vom Attentäter gefunden – es ist der Kurier Tu'Pari, der ihm Anfangs die Nachricht überbrachte. Na'Toth kommt G'Kar zu Hilfe und befreit ihn. G'Kar deponiert daraufhin eine größere Summe Geld auf dem Konto des Attentäters, um vorzutäuschen, dieser hätte sich bestechen lassen, den Mord nicht auszuführen. Tu'Pari, von den drohenden Konsequenzen völlig verängstigt, verlässt die Station. |           |                                |                                    |                      |                                       |                        |                        |                     |
| 6 | 6         | Die Macht des Geistes          | Mind War                           | 2. März 1994         | 10. Sep. 1995                         | Bruce Seth Green       | J. Michael Straczynski | 110                 |
| Der Telepath Jason Ironheart ist auf der Flucht. Das Psi-Corps, die Telepathen-Organisation auf der Erde, führte Experimente an ihm durch, um seine telepathischen Fähigkeiten zu vergrößern. Zwei Psi-Polizisten des Corps, Alfred Bester und dessen Assistentin treffen kurz nach Ironheart auf Babylon 5 ein und begeben sich auf die Suche nach ihm. Ironheart hat sich seiner ehemaligen Freundin Talia Winters anvertraut. Er erklärt ihr, dass das Psi-Corps mit seinen Versuchen eine neue Waffe erschaffen will. Seine Fähigkeiten, die nun auch telekinetischer Natur sind, werden seitdem immer stärker und unkontrollierbarer. Schließlich baut er einen geistigen Schutzschild um sich herum auf, um die Psi-Polizisten abzuwehren. Thaila überzeugt Sinclair davon, Ironhaert in Sicherheit zu bringen. Ein Versuch ihn unbemerkt an seinen Verfolgern vorbezuschleusen endet jedoch in einem Schusswechsel, bei dem Ironheart Besters Assistentin telekinetisch tötet. Als er die Station verlässt, verwandelt er sich in ein Wesen aus reiner Energie. Bevor er verschwindet, überträgt er auf Talia einen Teil seiner telekinetischen Fähigkeiten. Währenddessen hat Catherine Sakai, die ehemalige Lebensgefährtin von Commander Sinclair, auf einem Erkundungsflug beim Planeten Sigma 957 eine Begegnung mit einem großen unbekannten Flugobjekt. |           |                                |                                    |                      |                                       |                        |                        |                     |
| 7 | 7         | Angriff auf die Außerirdischen | The War Prayer                     | 9. März 1994         | 17. Sep. 1995                         | Richard Compton        | D. C. Fontana          | 107                 |
| Auf Babylon 5 häufen sich tätliche Angriffe auf Außerirdische, hinter denen die rassistische „Homeguard“-Bewegung vermutet wird. Unter den Betroffenen ist eine alte Freundin von Delenn sowie ein junges Liebespaar von Centauri, die von ihrer Heimatwelt geflohen sind, um den dort für sie arrangiertern Hochzeiten zu entgehen. Die Situation eskaliert, als ein Verdächtiger kurz nach seiner Festnahme freigelassen wird und anschließend von aufgebrachten Außerirdischen zusammengeschlagen wird. Im Medlab erhält der Verdächtige Besuch von Malcom Biggs, ein ehemaliger Geliebter von Commander Ivanova. Biggs ermutigt ihn, sich der Homeguard anzuschließen. Sinclair erfährt von diesem Gespräch und beschließt Biggs eine Falle zu stellen. Er täuscht Interesse vor, der Homeguard ebenfalls beizutreten. Biggs fordert allerdings als Loyalitätsbeweis ein, dass Sinclair die Botschafterin der Abbai tötet. Die Botschafterin wird gekidnappt und Sinclair vorgeführt; Garibaldi kann Biggs und seine Mitstreiter jedoch überwältigen. |           |                                |                                    |                      |                                       |                        |                        |                     |
| 8 | 8         | Gefangen im Cybernetz          | And the Sky Full of Stars          | 16. März 1994        | 24. Sep. 1995                         | Janet Greek            | J. Michael Straczynski | 106                 |
| Zwei Männer kommen auf die Station und installieren in ihrem Quartier Technik für den Aufbau einer virtuellen Realität, ein sogenanntes Cybernetz. Sie nehmen Sinclair gefangen und schließen ihn zusammen mit einem der Männer an das Cybernetz an. Sie wollen die virtuelle Umgebung und spezielle Drogen nutzen, um Sinclair zu seiner Rolle in der Entscheidungsschlacht im Krieg zwischen Menschen und Minbari zu verhören. Sinclair, damals Kampfpilot, wurde während dieser Schlacht an Bord eines feindlichen Schiffes geholt und dort verhört. Unter den anwesenden Minbari befand sich auch Delenn. Danach erinnert er sich nur daran, dass die Minbari trotz ihrer absoluten Überlegenheit plötzlich kapitulierten und die Menschheit so vor dem Untergang bewahrten. Es gelingt Sinclairs Entführern nicht, die Gründe für die Kapitulation zu erfahren und seine Erinnerungslücke zu schließen. Schließlich kann Sinclair aus dem Cybernetz fliehen, wobei er die Technik so beschädigt, dass der mit ihm zusammen angeschlossene Entführer verwirrt und ohne Erinnerungen zurückbleibt. Noch völlig benommen, erschießt Sinclair den zweiten Mann. Garibaldi findet heraus, dass die beiden zu einer Gruppe gehören, die eine Verschwörung zwischen einigen Menschen und den Minbari vermutet. Delenn trifft sich mit einem Minbari, der ihr mitteilt, dass Sinclair getötet werden müsse, sollte er sich jemals an das Geschehene erinnern. |           |                                |                                    |                      |                                       |                        |                        |                     |
| 9 | 9         | Die Todesbringerin             | Deathwalker                        | 20. Apr. 1994        | 1. Okt. 1995                          | Bruce Seth Green       | Larry DiTillio         | 113                 |
| Eine Frau vom Volk der Dilgar betritt die Station und wird sofort von Na'Toth angegriffen. Sie erkennt in der Frau die „Todesbringerin“ Jha'dur, die Na'Toths Großvater bei medizinischen Versuchen tötete. Die Dilgar führten einst einen Krieg gegen die Menschen und die Todesbringerin ist eine berüchtigte Kriegsverbrecherin. Im Medlab stellt Dr. Franklin fest, dass Jha'durs Wunden ungewöhnlich schnell heilen. Außerdem ist sie scheinbar zu alt, um die Todesbringerin zu sein; zudem gelten die Dilgar als ausgestorben. In der Zwischenzeit verbreitet sich ein Gerücht, das Jha'dur bestätigt: Bei ihren Versuchen an Menschen und Außerirdischen entdeckte sie ein Unsterblichkeitsserum. In der Folge fordern mehrere Völker, die Todesbringerin auf ihren jeweiligen Heimatplaneten als Kriegsverbrecherin vor Gericht zu stellen. Es ist offensichtlich, dass dies nur ein Vorwand ist, um an das Serum zu gelangen. Sinclair einigt sich mit einigen Botschaftern schließlich darauf, dass Jha'dur das Serum auf der Erde bis zur Marktreife entwickelt und ihr danach von der Liga der Blockfreien Welten der Prozess gemacht wird. Vor ihrem Abflug offenbart Jha'dur Sinclair, dass das Serum nur aus einem Lebewesen gewonnen werden könne, sodass immer jemand sterben muss, damit ein anderer ewig leben kann. Als sie Babylon 5 verlässt, taucht ein Raumschiff der Vorlonen auf, zerstört Jha'durs Schiff und mit ihm das Serum. Vorlonen-Botschafter Kosh begründet die Aktion damit, dass die anderen Völker für die Unsterblichkeit noch nicht bereit seien. |           |                                |                                    |                      |                                       |                        |                        |                     |
| 10 | 10        | Die Gläubigen                  | Believers                          | 27. Apr. 1994        | 8. Okt. 1995                          | Richard Compton        | David Gerrold          | 105                 |
| Dr. Franklin diagnostiziert bei einem außerirdischen Jungen, Shon, eine Krankheit, die ihn ohne Behandlung zu ersticken droht. Ein kleiner, unkomplizierter Eingriff würde Shons Leben retten. Die Eltern lehnen eine Operation jedoch aufgrund ihrer Religion strikt ab. Sie befürchten, dass seine Seele dadurch den Körper verlässt. Franklin will das nicht akzeptieren und bittet Sinclair, ihm die Operation auch gegen den Willen der Eltern zu erlauben. Als diese das erfahren, ersuchen sie die Botschafter der einflussreichsten Völker, sich für sie einzusetzen; doch kein Volk möchte Partei ergreifen. Nach einem Gespräch mit Shon beschließt Sinclair, den Glauben der Eltern zu achten und erlaubt Franklin die Operation nicht. Sich den drohenden Konsequenzen bewusst, entschließt sich Franklin dennoch zur heimlichen Operation. Sinclair ist außer sich und will Franklin umgehend seines Postens entheben. Da erscheinen die Eltern und vergeben Franklin, da er nur aus Überzeugung gehandelt habe und sie dies respektierten. Zu spät bemerkt Franklin, dass er den Glauben der Eltern unterschätzt hat: Sie haben ihren Sohn getötet, weil dieser nach dem Eingriff nur noch eine leere Hülle gewesen sei. |           |                                |                                    |                      |                                       |                        |                        |                     |
| 11 | 11        | Ein Wiedersehen mit Folgen     | Survivors                          | 4. Mai 1994          | 15. Okt. 1995                         | Jim Johnston           | Marc Scott Zicree      | 111                 |
| Kurz vor einem Besuch des Präsidenten der Erde auf Babylon 5, kommt es dort zu einer Explosion. Die Sicherheitsbeauftragte Lianna Kemmer wird auf die Station geschickt, um den Vorfall zu untersuchen. Kemmer ist die Tochter eines alten Freundes und Arbeitskollegen von Garibaldi, der einst sein Leben im Dienst verlor. Die Schuld dafür sieht sie bei Garibaldi. Der durch die Explosion verletzte Stationsmitarbeiter Nolan gibt kurz vor seinem Tod an, dass Garibaldi für den Anschlag verantwortlich sei. Als Kemmer und ihr Assistent Cutter in Garibaldis Quartier Pläne des Anschlagsortes und anderes belastendes Material finden, wittert Garibaldi eine Verschwörung und flüchtet. In seiner Verzweiflung verfällt er wieder dem Alkohol, obwohl ihm die Sucht danach bereits früher vor Probleme stellte. Schließlich wird er von Kemmer gefunden. Unterdessen untersucht der Sicherheitsoffizier Lou Welch das Quartier von Nolan, der beim Anschlag ums Leben kam. Er findet einen Zünder sowie Flugblätter der Homeguard. Es wird klar, dass Nolan die Bombe legte und sich dabei tödlich verletzte. Kurz vor dem Eintreffen des Präsidenten gibt Cutter vor, die Landebuchten noch einmal überprüfen zu wollen. Garibaldi ist misstrauisch und überredet Kemmer, sich der Sache persönlich anzunehmen. Sein Verdacht bestätigt sich: Es kommt zu einem Gefecht mit Cutter, der aber überwältigt werden kann. Es werden mehrere bereits platzierte Bomben gefunden. Kemmers Verhältnis zu Garibaldi bessert sich und sie beginnt ihm zu vertrauen. |           |                                |                                    |                      |                                       |                        |                        |                     |
| 12 | 12        | Mit allen Mitteln              | By Any Means Necessary             | 11. Mai 1994         | 22. Okt. 1995                         | Jim Johnston           | Kathryn M. Drennan     | 114                 |
| Bei einem Unfall mit einem Narn-Transportschiff kommt auf Babylon 5 ein Dockarbeiter ums Leben. An Bord befand sich eine seltene Pflanze, die Botschafter G'Kar für eine religiöse Zeremonie benötigt. Die Gewerkschaftsvertreterin der Dockarbeiter, Neeoma Connally, fordert mehr Geld für dringend notwendige Reparaturen an den Docks sowie bessere Arbeitsbedingungen. Infolge kommt es zum illegalen Streik, woraufhin die Erde den Unterhändler Orin Zento auf die Station schickt, um die Arbeitsniederlegung zu beenden. Zento erwirkt nach gescheiterten Verhandlungen schließlich einen Notstandserlass, der die gewaltsame Auflösung des Streiks erlaubt. Es kommt zu einer Schlägerei zwischen Garibaldis Sicherheitskräften und den Dockarbeitern, doch Sinclair hat eine friedliche Lösung gefunden: Der Notstandserlass ermächtigt ihn, jedwede erforderliche Maßnahme zur Beendigung des Streiks einzuleiten. Er zweigt einen Teil des Verteidigungsbudgets der Station für die Dockarbeiter ab, wodurch er den Streit beigelegt und Zento bloßstellt. G'Kar hat währenddessen erfahren, dass sein Feind Londo Mollari als einziger auf der Station eine entsprechende Pflanze besitzt; doch Londo weigert sich, diese G'Kar zu überlassen. Sinclair informiert sich über das Gewächs und erklärt Londo, dass es sich um ein Rauschmittel handelt und er dieses nicht besitzen darf. Er zwingt Londo zur Herausgabe und übergibt die Pflanze an G'Kar. |           |                                |                                    |                      |                                       |                        |                        |                     |
| 13 | 13        | Visionen des Schreckens        | Signs and Portents                 | 18. Mai 1994         | 29. Okt. 1995                         | Janet Greek            | J. Michael Straczynski | 116                 |
| Ein mysteriöser Mann mit dem Namen Morden kommt auf die Station. Er sucht die Botschafter der großen Völker auf und stellt ihnen nur eine Frage: „Was wollen Sie?“ Botschafter G'Kar antwortet, dass er alle Centauri tot sehen will. Morden fragt, was danach passieren soll, doch G'Kar interessiert sich nicht dafür, solange seine Heimatwelt sicher ist. Anschließend besucht Morden Delenn, als plötzlich ein silbernes Dreieck auf ihrer Stirn erscheint und Morden sich verdunkelt. Sie fordert ihn auf, sofort zu gehen und sagt zu sich selbst „Sie sind da.“ Als Morden Londo die gleiche Frage stellt, offenbart dieser, dass es sein Wunsch ist, dass die Republik der Centauri wieder zu alter Größe zurückfindet und eine mächtige Rolle in der Galaxis einnimmt. Londo wendet sich ab, doch Morden ist von der Antwort überaus befriedigt. Später begegnet er Botschafter Kosh, der Morden ebenfalls zum sofortigen Gehen auffordert. Londo gelangte in der Zwischenzeit in den Besitz des „Auges“, ein lange verschollenes Centauri-Artefakt. Er erhält Besuch von den Centauri Konsul Kiro und Lady Ladira, eine Seherin, die bei Ankunft auf Babylon 5 eine Vision von der Zerstörung der Station hat. Kiro möchte das Artefakt nach Centauri Prime bringen, doch auf dem Weg zu seinem Schiff wird er überfallen. Die Entführer entkommen in Kiros Schiff mit dem Auge, als ein Kommandoschiff der Raiders bei der Station auftaucht und die Kampfflieger von Babylon 5 in ein Gefecht verwickelt. Die Entführer docken am Schiff der Raiders an, das danach in den Hyperraum springt. Dort erscheint plötzlich ein schwarzes, spinnenartiges Raumschiff und zerstört Kiros Schiff. Londo glaubt das Auge verloren. Überraschend erhält er Besuch von Morden, der ihm das Auge überreicht als „ein Geschenk von Freunden“, die er noch nicht kenne. Lady Ladira erklärt schließlich, dass ihre Vision nur eine mögliche Zukunft sei, die abgewendet werden könne. |           |                                |                                    |                      |                                       |                        |                        |                     |
| 14 | 14        | Im Ring des Blutes             | TKO                                | 25. Mai 1994         | 5. Nov. 1995                          | John C. Flinn III      | Larry DiTillio         | 119                 |
| Garibaldi bekommt Besuch von seinem alten Freund Walker Smith. Smith ist Boxer und möchte am Mutai teilnehmen, einem brutalen Kampfwettbewerb. Sein Anliegen wird zunächst abgelehnt, da Menschen den Regeln zufolge nicht im Mutai kämpfen dürfen. Einer der Kämpfer zeigt Smith jedoch einen Weg: Nach einem Kampf von Gyor, dem Meister im Mutai, fragt dieser nach einem Herausforderer – Smith nutzt die Gelegenheit und Gyor akzeptiert. Wenig später liefern sich beide einen spektakulären Kampf, der letztlich unentschieden endet. Gyor zollt Smith seinen Respekt und von nun an dürfen auch Menschen im Mutai kämpfen. Währenddessen trauert Ivanova in der jüdischen Tradition einer Schiv’a um ihren kürzlich verstorbenen Vater. |           |                                |                                    |                      |                                       |                        |                        |                     |
| 15 | 15        | Der Gral                       | Grail                              | 6. Juli 1994         | 12. Nov. 1995                         | Richard Compton        | Christy Marx           | 109                 |
| Aldous Gajic gehört einem Orden an, der sich seit Generationen einem Ziel verschrieben hat: Die Suche nach dem heiligen Gral. Auf Babylon 5 will er deshalb mit den außerirdischen Botschaftern in Kontakt treten. Der ehemalige Arbeiter Thomas Jorden, genannt Jinxo, steckt in Schwierigkeiten: Er schuldet dem Gangsterboss Deuce eine Menge Geld. Deuce ist im Besitz eines Na'ka'leen-Fressers, ein krakenartiges Wesen, das sich von Teilen des Hirns seiner Opfer ernährt. Deuce versteckt den Fresser in einem Anzug, der dem von Botschafter Kosh zum Verwechseln ähnlich sieht und droht Jinxo, ihm dem Wesen zu überlassen, sollte er nicht bald zahlen. Jinxo wird ertappt, wie er Gajic Geld stiehlt. Beim anschließenden Prozess will der Richter Jinxo der Station verweisen, doch Gajic nimmt ihn stattdessen in seine Obhut. Gajic hat bisher bei den Botschaftern keinen Erfolg bezüglich seiner Suche. Als er Botschafter Kosh besuchen will, hält Jinxo ihn für den Fresser und flieht panisch. Kurz darauf werden Jinxo und Gajic von Deuces Leuten gestellt, Jinxo aber kann fliehen und Garibaldi verständigen. Es kommt zum Feuergefecht, wobei der Fresser getötet und Gajic schwer angeschossen wird. Während er im Sterben liegt, übergibt er seinen gesamten Besitz an Jinxo, der Gajic verspricht, die Suche nach dem Gral für ihn fortzusetzen. |           |                                |                                    |                      |                                       |                        |                        |                     |
| 16 | 16        | Die Untersuchung               | Eyes                               | 13. Juli 1994        | 19. Nov. 1995                         | Jim Johnston           | Larry DiTillio         | 122                 |
| Colonel Ari Ben Zayn und sein Assistent Harriman Gray, ein Telepath, kommen auf die Station, um die Loyalität des Kommandostabes gegenüber der Erde zu prüfen. Ben Zayn geht dabei äußerst harsch vor und stellt sämtliche wichtige Entscheidungen, die Sinclair als Commander von Babylon 5 getroffen hat, in Frage. Er kündigt an, alle Führungspersönlichkeiten der Station einem telepathischen Gehirnscan zu unterziehen, sollten diese nicht kooperieren. Ivanova reagiert darauf beinahe panisch und würde eher von ihrem Posten zurücktreten, als sich einem Scan zu unterziehen. Sinclair erfährt, dass Ben Zayn in der Auswahl der Commander für Babylon 5 unter den letzten 10 Anwärtern war, was Sinclairs Verdacht bestätigt, dass es sich bei der Untersuchung um einen persönlichen Rachefeldzug handelt. Bei der anschließenden Befragung wirft Ben Zayn Sinclair mangelnde Loyalität vor und übernimmt selbst das Kommando der Station. Nun besteht Sinclair darauf, dass auch Ben Zayn, als Mitglied des Führungsstabes, gescannt wird. Dieser ist außer sich vor Wut und kann von Gray, der jetzt Ben Zayns wahre Beweggründe erkennt, überwältigt werden. |           |                                |                                    |                      |                                       |                        |                        |                     |
| 17 | 17        | Krieger wider Willen           | Legacies                           | 20. Juli 1994        | 26. Nov. 1995                         | Bruce Seth Green       | D. C. Fontana          | 115                 |
| Branmer, ein Kriegsherr der Minbari, ist gestorben. Alyt Neroon und andere Mitglieder der Minbari-Kriegerkaste wollen den Leichnam auf Babylon 5 öffentlich zur Schau stellen, doch beim Öffnen des Sarges ist der Leichnam plötzlich verschwunden. Neroon ist wütend und droht mit Krieg. Garibaldi leitet eine umfassende Untersuchung ein, hat jedoch zunächst keinen Erfolg. Währenddessen hat auf der Station ein junges Mädchen, Alisa, eine „Bewusstseinsexplosion“ – ein plötzliches Einsetzen telepathischer Fähigkeiten in der Pubertät. Talia Winters möchte sie mit dem Psi-Corps vertraut machen, doch Ivanova ist dagegen, da ihre Mutter einst nicht ins Psi-Corps wollte und daher Medikamente bekam, die ihre telepathischen Fähigkeiten unterdrückten und sie schließlich in den Selbstmord trieben. Alisa möchte sich nach Alternativen umsehen. Zuerst interessieren sich die Narn für sie, da diese keine eigenen Telepathen haben und Alisa für Experimente benutzen wollen, was sie ablehnt. Schließlich macht Delenn ihr das Angebot, nach Minbar zu kommen. Da sieht Alisa in Delenns Gedanken, dass sie für das Verschwinden einer Leiche verantwortlich ist. Von Sinclair und Garibaldi mit den Vorwürfen konfrontiert, gesteht Delenn, Branmer eingeäschert zu haben, weil dieser als Mitglied der religiösen Kaste geboren wurde und niemals als Kriegsheld verehrt werden wollte. Da Delenn als Mitglied des Grauen Rates über Neroon steht, muss dieser sich fügen. Alisa nimmt Delenns Angebot an und lebt fortan auf Minbar. |           |                                |                                    |                      |                                       |                        |                        |                     |
| 18 | 18        | Angriff der Aliens Teil 1      | A Voice in the Wilderness, Part I  | 27. Juli 1994        | 1. Dez. 1995                          | Janet Greek            | J. Michael Straczynski | 120                 |
| Auf dem Planeten Epsilon III, in dessen Orbit sich Babylon 5 befindet, werden seismische Aktivitäten beobachtet. Ein entsendetes Forschungsschiff wird beim Anflug auf den Planeten von einem riesigen Energiestrahl getroffen und schwer beschädigt. Außerdem wird vom Planeten ein nicht identifizierbares Signal empfangen. Delenn erhält in der Zwischenzeit Besuch von ihrem alten Lehrer und Freund Draal. Er erzählt ihr, dass er mit seinem Leben unzufrieden und deutet an, nicht mehr lange zu leben. Sinclair sieht in den Nachrichten einen Bericht über einen bewaffneten Aufstand der Bewohner der Mars-Kolonie gegen die Erdregierung. Hunderte Tote werden befürchtet. Plötzlich erscheint ihm das Hologramm eines Außerirdischen, der lediglich „Hilf mir!“ sagt. Es wird ein weiteres Forschungsschiff nach Epsilon III beordert, das unter schwerem Beschuss in einer Schlucht auf dem Planeten eine große künstliche Anlage entdeckt. Währenddessen hat Londo die gleiche Erscheinung, wie zuvor Sinclair. Schließlich machen sich Sinclair und Ivanova nach Epsilon III auf. Sie können die automatischen Verteidigungssysteme umgehen und betreten die Anlage auf dem Planeten. Dort finden sie eine gigantische Maschine vor, an der jener Außerirdische angeschlossen ist, dessen Hologramm mehrfach zu sehen war. Er sagt ihnen, dass alle sterben werden, wenn er keine Hilfe bekommt. Sinclair und Ivanova nehmen den Außerirdischen namens Varn mit nach Babylon 5. |           |                                |                                    |                      |                                       |                        |                        |                     |
| 19 | 19        | Angriff der Aliens Teil 2      | A Voice in the Wilderness, Part II | 3. Aug. 1994         | 1. Dez. 1995                          | Janet Greek            | J. Michael Straczynski | 121                 |
| Ein Zerstörer der Erd-Allianz trifft bei Babylon 5 ein. Der befehlshabende Captain Pierce kündigt an, aufgrund der Entdeckung auf Epsilon III, das Kommando auf Babylon 5 zu übernehmen. Sinclair verweigert dies jedoch. Inzwischen nehmen die seismischen Aktivitäten auf dem Planeten zu; es wird vermutet, dass die große Maschine eine Selbstzerstörung einleitet. Schließlich erscheint auch Draal Varns Hologramm. Es stellt sich heraus, dass die große Maschine ein neues „Herz“ braucht und Varn nach langer Zeit zu schwach für diese Aufgabe geworden ist. Ein Raumschiff der Spezies von Varn taucht bei der Station auf. Die Besatzung erklärt den Planeten zu ihrem Eigentum und fordert die Menschen auf, zu verschwinden. Pierce denkt nicht daran und es kommt zum Kampf. Durch die Hologramme haben Londo und Draal zueinander gefunden und wissen, was zu tun ist: Gemeinsam mit Delenn entführen sie Varn aus dem Medlab und fliegen nach Epsilon III. Dort sieht Draal seine Chance auf einen neuen Lebenssinn gekommen und nimmt mit der Hilfe von Varn dessen Platz in der Maschine ein. Schließlich fordert Draal holografisch alle Parteien auf, die Kämpfe zu beenden, da der Planet niemanden gehöre. Das außerirdische Schiff ignoriert dies und wird von Draal zerstört. Pierce zieht sich zurück, auch weil der Präsident der Erde bestätigt hat, dass Sinclair die volle Entscheidungshoheit im Sektor hat. Garibaldi fragt Delenn, warum sie Sinclair nicht über ihren Abflug nach Epsilon III informiert hat. Sie antwortet, dass Sinclair dann Varns Platz hätte einnehmen wollen, seine Bestimmung jedoch eine andere sei. |           |                                |                                    |                      |                                       |                        |                        |                     |
| 20 | 20        | Verloren in der Zeit           | Babylon Squared                    | 10. Aug. 1994        | 3. Dez. 1995                          | Jim Johnston           | J. Michael Straczynski | 118                 |
| Vor vier Jahren verschwand die Raumstation Babylon 4 unter ungeklärten Umständen. Plötzlich taucht die Station wieder auf und der dortige Kommandant Major Krantz setzt einen Notruf ab. Sinclair und Garibaldi machen sich auf den Weg. Auf Babylon 4 angekommen, erklärt Krantz, dass die Station unkontrolliert durch die Zeit treibe und die Besatzung Visionen von Vergangenheit und Zukunft erlebe. Auch Sinclair hat eine Erscheinung von der Zerstörung von Babylon 5 durch unbekannte Angreifer. Krantz zeigt den beiden einen Außerirdischen namens Zathras, der auf der Station erschien, als alles begann. Zathras erkennt Sinclair anscheinend sofort, sagt dann aber „Du bist nicht der Eine“. Er erklärt, dass die Station für einen großen Krieg gebraucht werde, um die Galaxis zu retten. Da taucht ein Mann in einem Raumanzug auf, den Zathras als „den Einen“ bezeichnet. Zathras übergibt ihm einen „Zeitstabilisator“, woraufhin der Eine wieder verschwindet. Als die Station beginnt instabil zu werden, geht die verbleibende Besatzung von Bord. Dabei wird Zathras von Trümmern eingeklemmt. Sinclair eilt ihm zu Hilfe, doch Zathras fordert ihn auf zu gehen, da Sinclair noch ein Ziel vor sich habe. Kurz darauf verschwindet Babylon 4 wieder. Dort nimmt der Mann mit dem Raumanzug seinen Helm ab: Es ist Sinclair, um Jahre gealtert, der sagt, dass er versucht habe sie zu warnen, doch alles sei so geschehen, wie er es in Erinnerung habe. In der Zwischenzeit erhält Delenn vom Grauen Rat das Angebot, dessen neue Anführerin zu werden. Delenn lehnt ab, da sie auf Babylon 5 bleiben müsse, um eine Prophezeiung zu erfüllen. |           |                                |                                    |                      |                                       |                        |                        |                     |
| 21 | 21        | Die Heilerin                   | The Quality of Mercy               | 17. Aug. 1994        | 10. Dez. 1995                         | Lorraine Senna Ferrara | J. Michael Straczynski | 117                 |
| Die ehemalige Ärztin Laura Rosen betreibt auf der untersten Ebene von Babylon 5 eine illegale Arztpraxis für bedürftige Bewohner. Sie benutzt dafür ein außerirdisches Gerät, das die Lebensenergie von einem Lebewesen auf ein anderes überträgt. Dr. Franklin will dies zunächst unterbinden, doch er erfährt, dass Rosen selbst unheilbar krank ist und auf diese Weise noch etwas Gutes bewirken möchte. In der Zwischenzeit gelingt es dem verurteilten Mörder Karl Mueller aus der Haft zu fliehen, wobei er jedoch verwundet wird. Er sucht Rosen auf und zwingt sie, ihn zu heilen. Von Mueller unbemerkt, kehrt sie sie dabei den Prozess um und entzieht ihm bis zum Tod Lebensenergie. Sie selbst wird dabei vollständig geheilt. Ihr Handeln wird als Notwehr gewertet, das Gerät muss sie allerdings an Franklin übergeben, der es näher untersuchen möchte. Schließlich verlässt sie die Station. Londo nutzt Delenns Abwesenheit, um ihren Attaché Lennier mit den weniger offiziellen Bereichen der Station vertraut zu machen. Als er Lenniers Fähigkeiten in der Wahrscheinlichkeitsrechnung beim Glücksspiel ausnutzt, bringt das die beiden in einige Schwierigkeiten. |           |                                |                                    |                      |                                       |                        |                        |                     |
| 22 | 22        | Chrysalis                      | Chrysalis                          | 26. Okt. 1994        | 17. Dez. 1995                         | Janet Greek            | J. Michael Straczynski | 112                 |
| Eine Narn-Kolonie im Quadranten 37 ist ein Ärgernis für die Centauri, doch fehlen ihnen die Möglichkeiten, etwas dagegen zu unternehmen. Londo erhält Besuch von Morden, der ihm anbietet, das Problem zu lösen. Londo solle seiner Regierung nur mitteilen, dass er sich persönlich um den Quadranten 37 kümmert. Als Gegenleistung erwähnt Morden nur einen kleinen Gefallen, um den er Londo eines Tages bitten wird. Schließlich wird die Kolonie von unbekannten Raumschiffen zerstört, wobei tausende Narn ihr Leben lassen. Londo ist entsetzt, doch Morden weist ihn darauf hin, dass Londos Ansehen beim Imperator auf Centauri Prime gestiegen sei. In seinem Quartier sagt Morden zu zwei fast unsichtbaren Wesen, dass Londo genau der Richtige für ihre Pläne sei. Garibaldi ist in der Zwischenzeit einer Verschwörung auf der Spur: Ein sterbender Obdachloser sprach von einem geplanten Attentat auf den Präsidenten der Erde. Einige Umwege führen ihn schließlich zur Fracht eines Verdächtigen. Darin befinden sich mehrere Störsender, die auf die Frequenzen der Transferstation beim Jupitermond Io eingestellt sind, wo sich der Präsident in Kürze aufhalten soll. Als er gerade Sinclair informieren will, schießt ihm sein Mitarbeiter Jack in den Rücken. Garibaldi schafft es noch ins Medlab, aber es ist zu spät: Präsident Luis Santiago kommt bei der Explosion seines Raumschiffes bei Io ums Leben. Kurz darauf wird Vizepräsident Morgan Clark zum neuen Präsidenten vereidigt, der das Raumschiff aufgrund einer angeblichen Grippe kurz vor der Explosion verlassen hatte. Delenn trifft sich unterdessen mit Kosh und kündigt an, dass sie sich einer Wandlung unterziehen wird. Mit einem selbstgebauten Apparat spinnt sie sich in einen Kokon ein, während Lennier über sie wacht. |           |                                |                                    |                      |                                       |                        |                        |                     |